# Traffic
Traffic — британская рок-группа из Бирмингема образованная в апреле 1967 года Стивом Уинвудом, Джимом Капальди, Крисом Вудом и Дэвидом Мэйсоном.
В начале творческого пути группа исполняла психоделический рок, разнообразив своё звучание за счёт использования таких инструментов, как меллотрон, клавесин, ситар, различных язычковых инструментов, а также использовании элементов джаза и музыкальной импровизации. Первый успех группе принесли синглы «Paper Sun», «Hole in My Shoe» и «Here We Go Round the Mulberry Bush» (1967 год). В декабре того же года вышел и первый полноформатный альбом группы Mr. Fantasy, достигший #16 в UK albums chart и #88 в Billboard 200.
В 1969 году группа распалась, Стив Уинвуд присоединился к недолговечной супергруппе Blind Faith, но уже на следующий год музыканты воссоединилась вновь и выпустили свой четвёртый студийный альбом John Barleycorn Must Die. С этого момента состав группы постоянно менялся до тех пор, пока она окончательно не распалась в 1974 году. Частичное воссоединение с Уинвудом и Капальди произошло в 1994 году.
В 2004 году группа Traffic была занесена в Зал славы рок-н-ролла.

## История группы
Будущие участники группы встретились на совместном концерте в ночном клубе «The Elbow Room» в Астоне в Бирмингеме. В то время Уинвуд был вокалистом в The Spencer Davis Group, Капальди и Мэйсон играли в группе The Hellions, позже преобразованной в Deep Feeling, а Вуд — в группе Locomotive. В апреле 1967 года Уинвуд ушёл из The Spencer Davis Group, и музыканты образовали квартет под названием «Traffic». Название придумал Джим Капальди, когда однажды он долго ждал возможности перейти улицу с очень интенсивным движением. Группа заключила контракт с лейблом Island Records и приступила к работе.
Первый сингл «Paper Sun», написанный Капальди и Уинвудом, вышел 19 мая 1967 и сразу стал хитом: #5 в Великобритании и #4 в Канаде. В августе того же года вышел второй сингл «Hole in My Shoe», написанный Мэйсоном, он достиг #2 в Великобритании и #4 в Канаде и стал одной из самых известных песен группы. Успех закрепил третий сингл под названием «Here We Go Round the Mulberry Bush», вышедший в ноябре того же года и написанный для фильма с тем же названием. Наконец, в декабре 1967 года группа выпустила свой первый долгоиграющий альбом Mr. Fantasy, спродюсированный Джимми Миллером. Альбом был хорошо принят критикой и достиг #16 в UK albums chart и #88 в Billboard 200.
Сразу после выхода Mr. Fantasy Мэйсон покинул группу из-за творческих разногласий с другими участниками, однако всего через несколько месяцев вернулся обратно и принял участие в создании второго альбома группы. Этот альбом, названный просто Traffic, вышел в октябре 1968 года и оказался не менее успешным, чем первый.  Мэйсон написал и спел на нём половину песен (включая хит «Feelin 'Alright?»), но его разногласия с другими участниками продолжались: Уинвуд, Вуд и Капальди хотели изменить звучание группы в направлении блюза, джаза и фолка, в то время как Мэйсон был ориентирован на психоделический поп-стиль. В результате группа превратилась в трио и в таком составе в конце 1968 года гастролировала по США, что привело к выпуску третьего альбома Last Exit, одна сторона которого была записана в студии, а другая — на концертах. Кроме того, в течение 1968 года Уинвуд и Вуд часто играли с Джими Хендриксом, они оба участвовали в записи его двойного альбома Electric Ladyland.
В 1969 году группа распалась: Уинвуд стал участником только что созданной супергруппы Blind Faith, а Капальди и Вуд занялись сессионной работой с другими музыкантами. Вскоре, поле распада Blind Faith, Вуд и Уинвуд вошли в состав новой группы Ginger Baker's Air Force, в составе которой записали первый альбом этой группы (январь 1970). В начале 1970 года Уинвуд вернулся в студию с намерением записать свой первый сольный альбом с предполагаемым названием Mad Shadows. Он записал два трека: «Stranger to Himself» и «Every Mother's Son», но чувствовал, что для успешной работы нуждается в сотрудничестве с музыкантами-единомышленниками. В результате Уинвуд пригласил Вуда и Капальди присоединиться к нему, и планируемый сольный альбом стал воссоединением группы Traffic в прежнем составе, за исключением Мэйсона. В таком составе группа записала свой четвёртый и самый успешный альбом John Barleycorn Must Die, название которому дала старинная английская народная песня «John Barleycorn», обработка которой присутствует в альбоме.
В 1971 году состав группы был увеличен в два раза, причём среди новых участников появились такие известные музыканты, как Рик Греч и Джеймс Гордон. В новом составе группа выпустила концертный альбом Welcome to the Canteen (сентябрь 1971) и пятый студийный альбом The Low Spark of High Heeled Boys (ноябрь 1971), быстро ставший золотым, а позднее и платиновым. Однако в конце 1971 года Греч и Гордон покинули группу, им на смену пришли другие музыканты. Группа выпустила ещё два студийных альбома: Shoot Out at the Fantasy Factory (1973) и When the Eagle Flies (1974), оказавшиеся несколько менее успешными, чем предыдущий. Во время концертного тура в США многие участники группы чувствовали себя морально опустошёнными, кроме того, Стив Уинвуд серьёзно страдал от перитонита. Однажды он просто не вышел на сцену, а на следующий день покинул тур, даже не предупредив об этом остальных участников группы. Таким образом в 1974 году группа Traffic прекратила своё существование, и каждый из участников занялся сольной карьерой.
В 1994 году Капальди и Уинвуд временно объединились под прежним названием Traffic, отыграли серию концертов и записали альбом Far from Home, ставший восьмым и на настоящий момент последним студийным альбомом группы. В 2005 году вышел двойной концертный альбом под названием The Last Great Traffic Jam с записями концертного тура 1994 года.

## Дискография
Студийные альбомы
- Mr. Fantasy (1967)
- Traffic (1968)
- Last Exit (1969)
- John Barleycorn Must Die (1970)
- The Low Spark of High Heeled Boys (1971)
- Shoot Out at the Fantasy Factory (1973)
- When the Eagle Flies (1974)
- Far from Home (Уинвуд/Капальди, 1994)

Концертные альбомы
- Welcome to the Canteen (1971)
- On the Road (1973)
- The Last Great Traffic Jam (2005)

Альбомы-сборники
- Best of Traffic (1969)
- Heavy Traffic (1975)
- More Heavy Traffic (1975)
- Smiling Phases (1991)
- Heaven Is in Your Mind – An Introduction to Traffic (1998)
- Feelin' Alright: The Very Best of Traffic (2000)
- The Collection (2002)
- The Best of Traffic – The Millennium Collection (2003)
- Traffic Gold (2005)

## Состав
- Стив Уинвуд (Steve Winwood) — вокал, гитара, клавишные, бас-гитара (1967—1969, 1970—1974, 1994)
- Джим Капальди (Jim Capaldi) — ударные, перкуссия, вокал (1967—1969, 1970—1974, 1994)
- Крис Вуд (Chris Wood) — флейта, саксофон, клавишные (1967—1969, 1970—1974)
- Дэйв Мэйсон (Dave Mason) — вокал, гитара, ситар, бас-гитара (1967—1968, 1971)
- Рик Греч — бас-гитара (1970—1972)
- Джим Гордон — ударные (1971—1972)
- Rebop Kwaku Baah — перкуссия (1971—1974)
- Roger Hawkins — ударный (1972—1973)
- David Hood — бас-гитара (1972—1973)
- Barry Beckett — орган (1973)
- Rosko Gee — бас-гитара (1974, 1994)
- Randall Bramblett — флейта, саксофон (1994)
- Michael McEvoy — клавишные, гитара, виола (1994)
- Walfredo Reyes, Jr. — ударные, перкуссия (1994)